# Kaspars Daugaviņš
Kaspars Daugaviņš (Riga, 18 maggio 1988) è un hockeista su ghiaccio lettone.

## Carriera
Nel 2005/06 ha militato nel Riga 2000. La stagione seguente si è trasferito in OHL con i Toronto St. Michael's Majors, club in cui ha giocato anche nel 2008/09. In AHL ha giocato con i Binghamton Senators (2006/07, 2007/08, dal 2008 al 2010 e dal 2010 al 2012).
Nelle stagioni 2009/10, 2011/12 e 2012/13 ha giocato in NHL con gli Ottawa Senators. Nel 2012/13 ha anche giocato in KHL con la Dinamo Riga. È tornato in NHL nel 2012/13 con i Boston Bruins.
Dopo una parentesi in Svizzera con il Genève-Servette HC (2013/14), è tornato in KHL con il Dynamo Moscow, dove è rimasto per due stagioni. Dalla stagione 2015/16 milita nel Torpedo Nizhny Novgorod, sempre in KHL.
Con la nazionale lettone ha preso parte a diverse edizioni dei campionati mondiali a partire dal 2006 e a due edizioni dei Giochi olimpici invernali (2010 e 2014).